# 克拉丽斯·鲍尔
克拉丽斯·鲍尔（英語：Clarice Power，？—），澳大利亚女子草地滚球运动员。她曾代表澳大利亚参加1986年英联邦运动会草地滚球比赛，获得女子四人银牌。